# Santa Fiora
Santa Fiora és un municipi situat al territori de la província de Grosseto, a la regió de la Toscana (Itàlia).
Limita amb els municipis d'Abbadia San Salvatore, Arcidosso, Castel del Piano, Castell'Azzara, Piancastagnaio, Roccalbegna i Semproniano. Pertanyen al municipi les fraziones de Bagnolo, Bagnore, Marroneto, i Selva

## Galeria

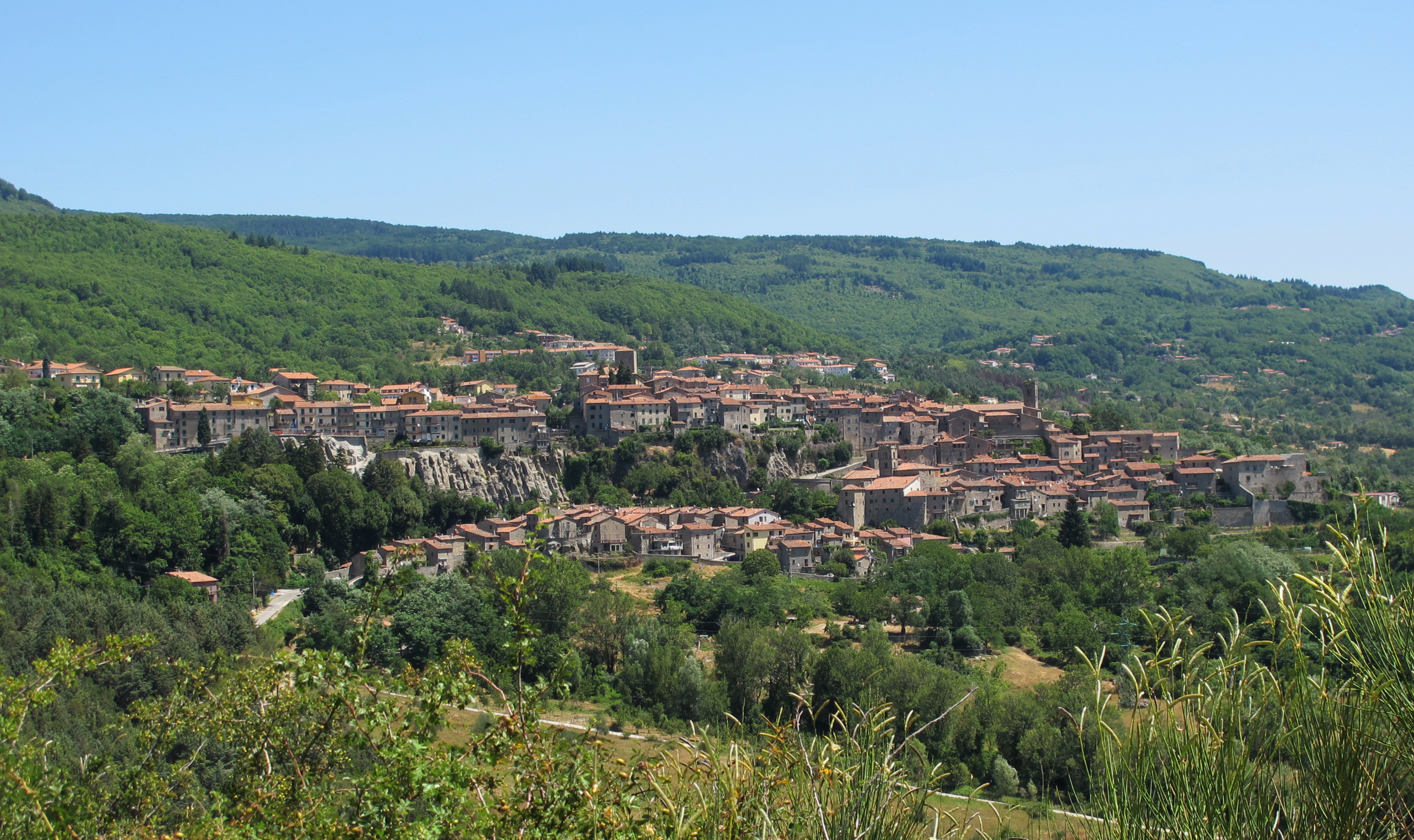
Vista del poble
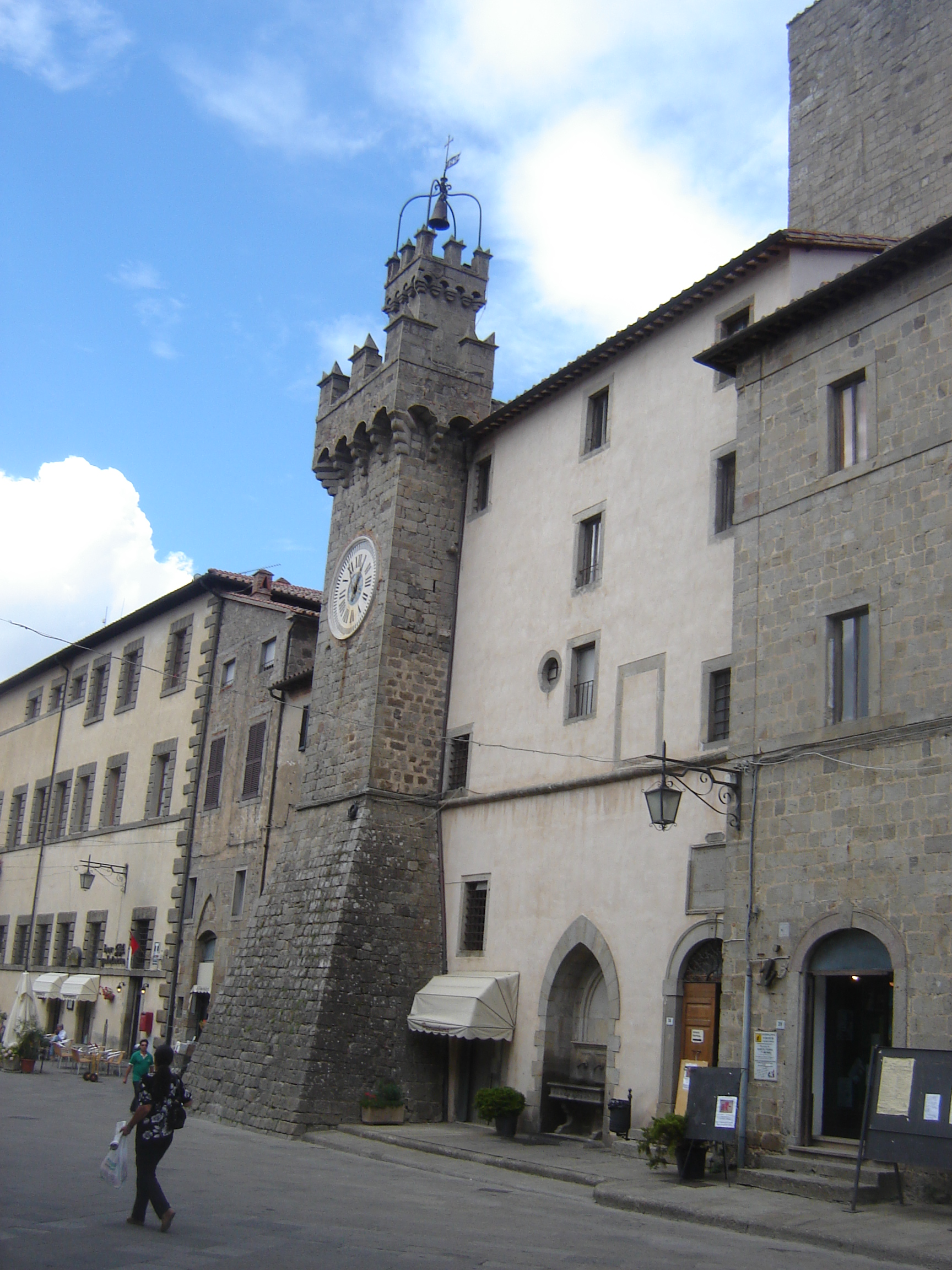
Palau Sforza Cesarini
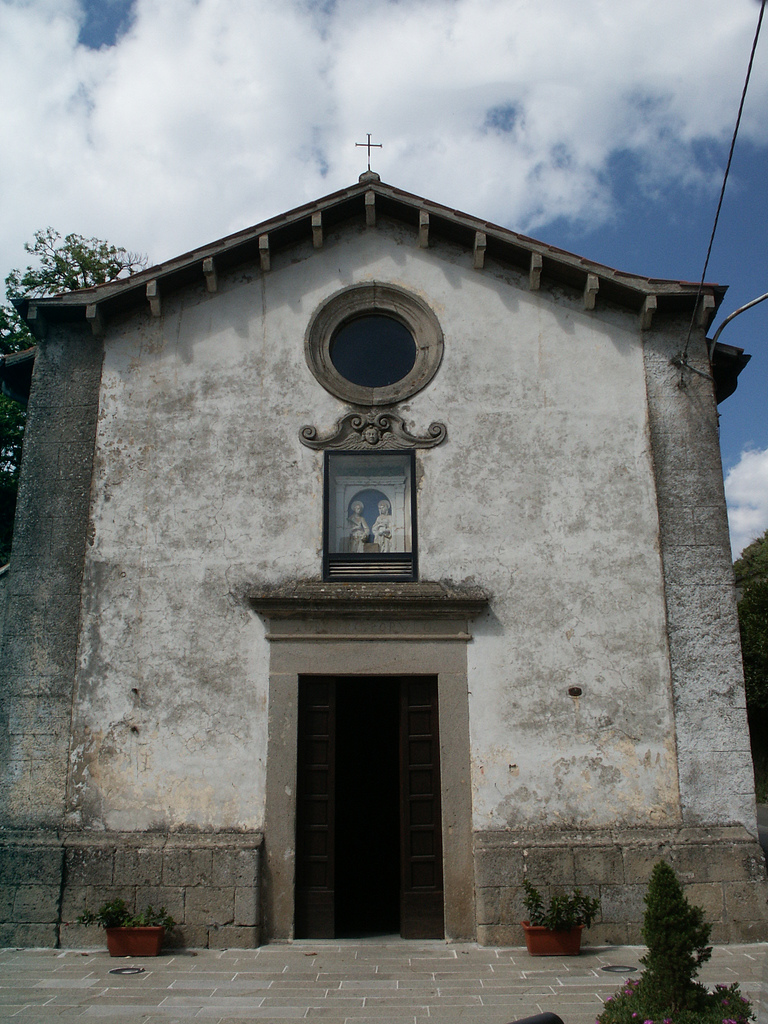
Església de la MD de les Neus
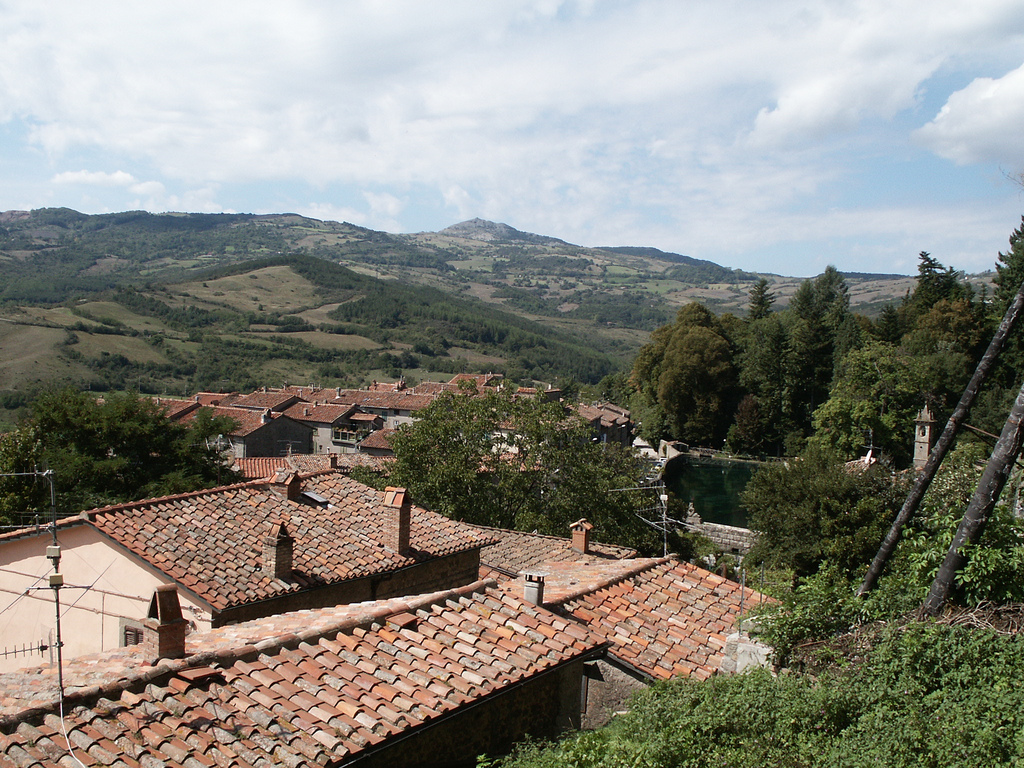
Panorama de Borgo i Montecatino
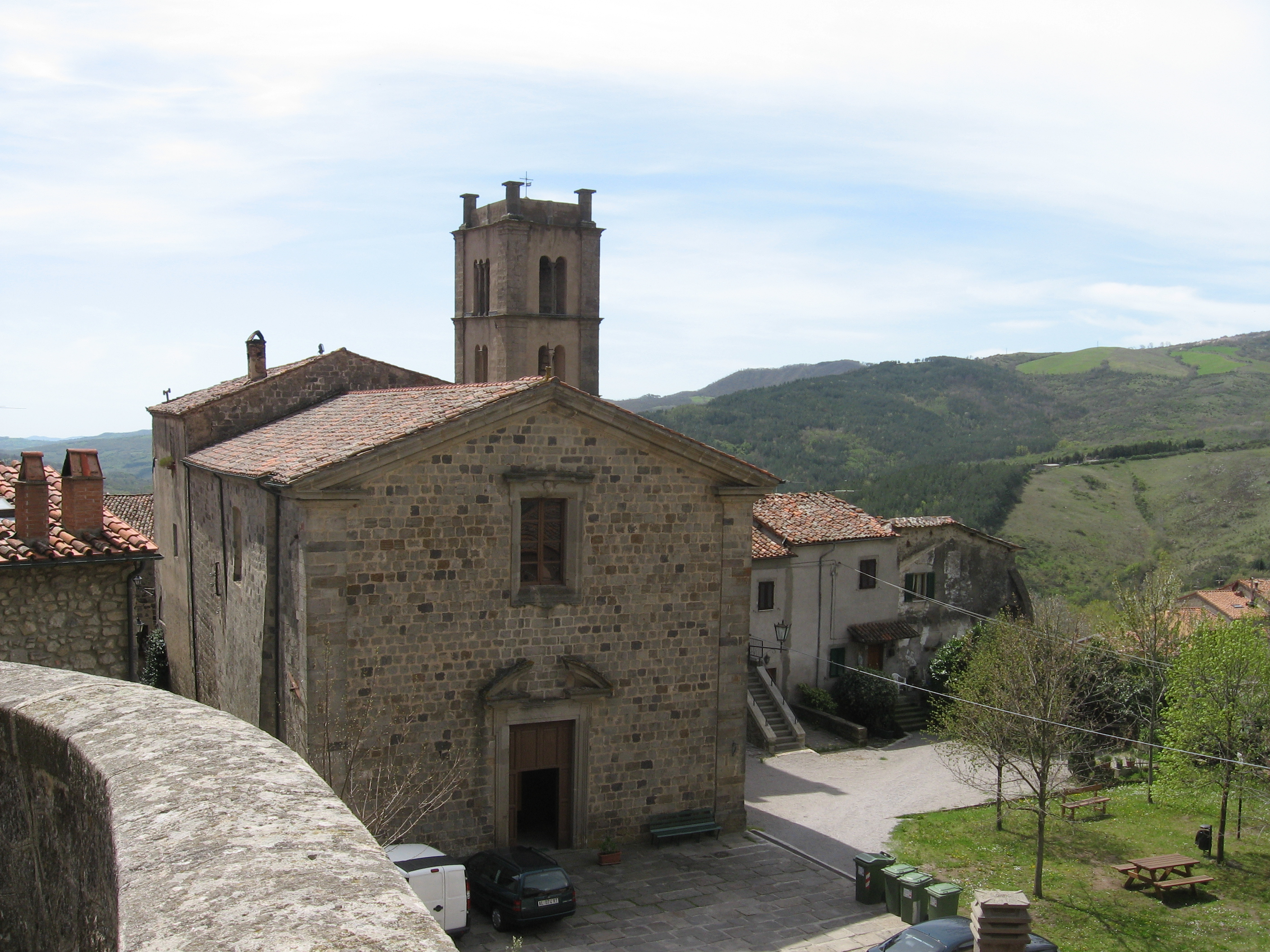
Església de S.agustí
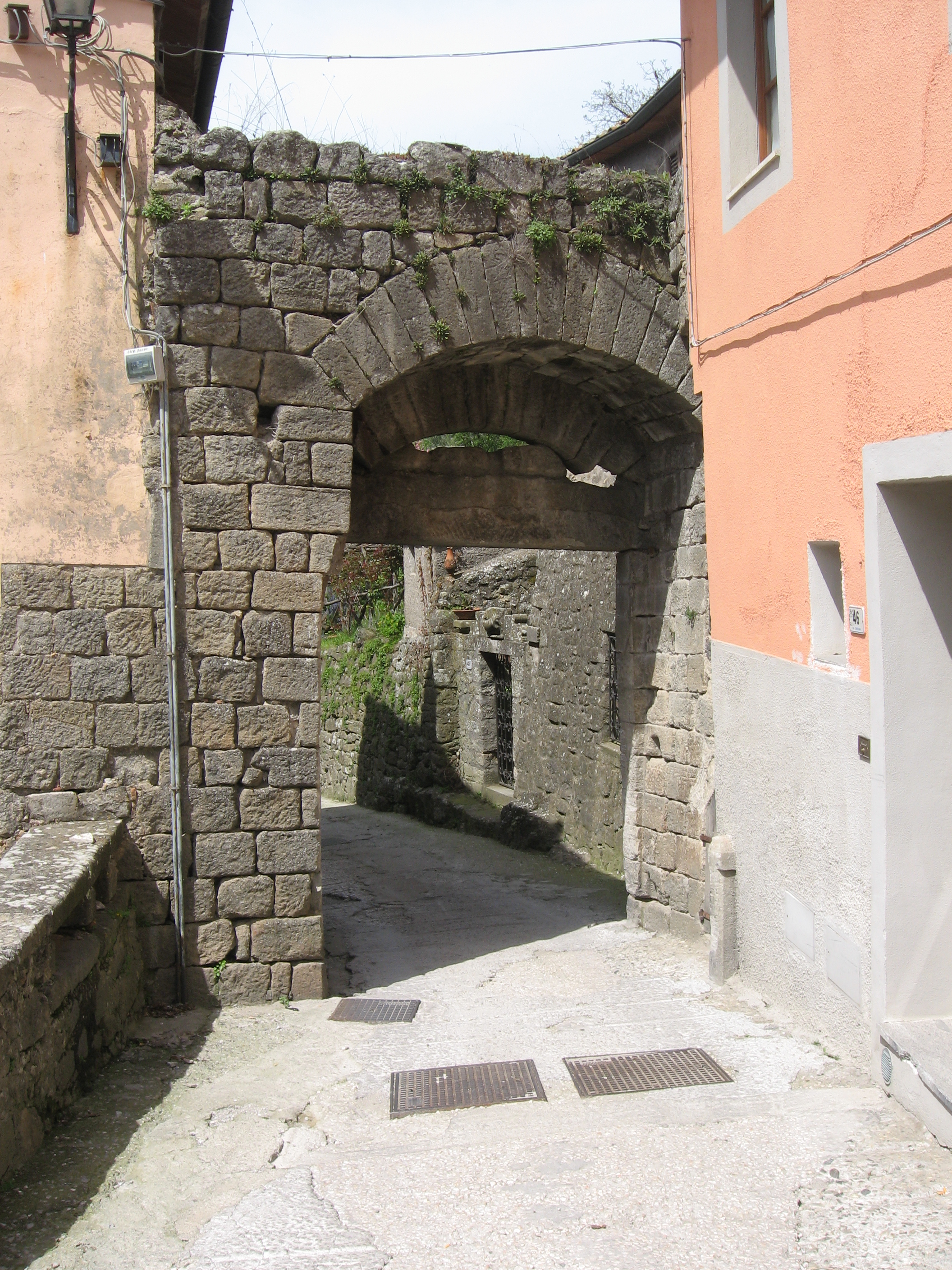
Carrer del Borgo
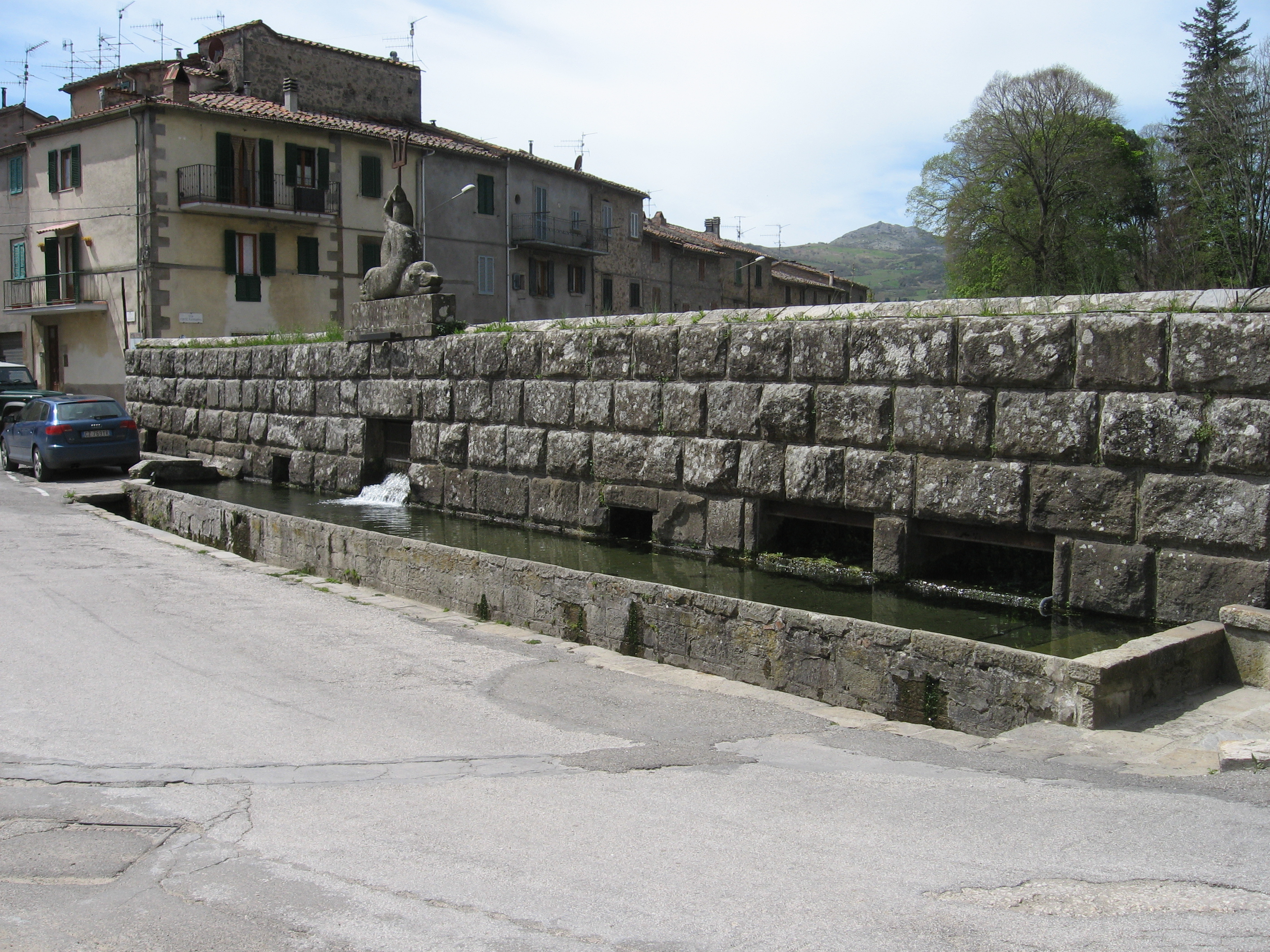
La Peschiera
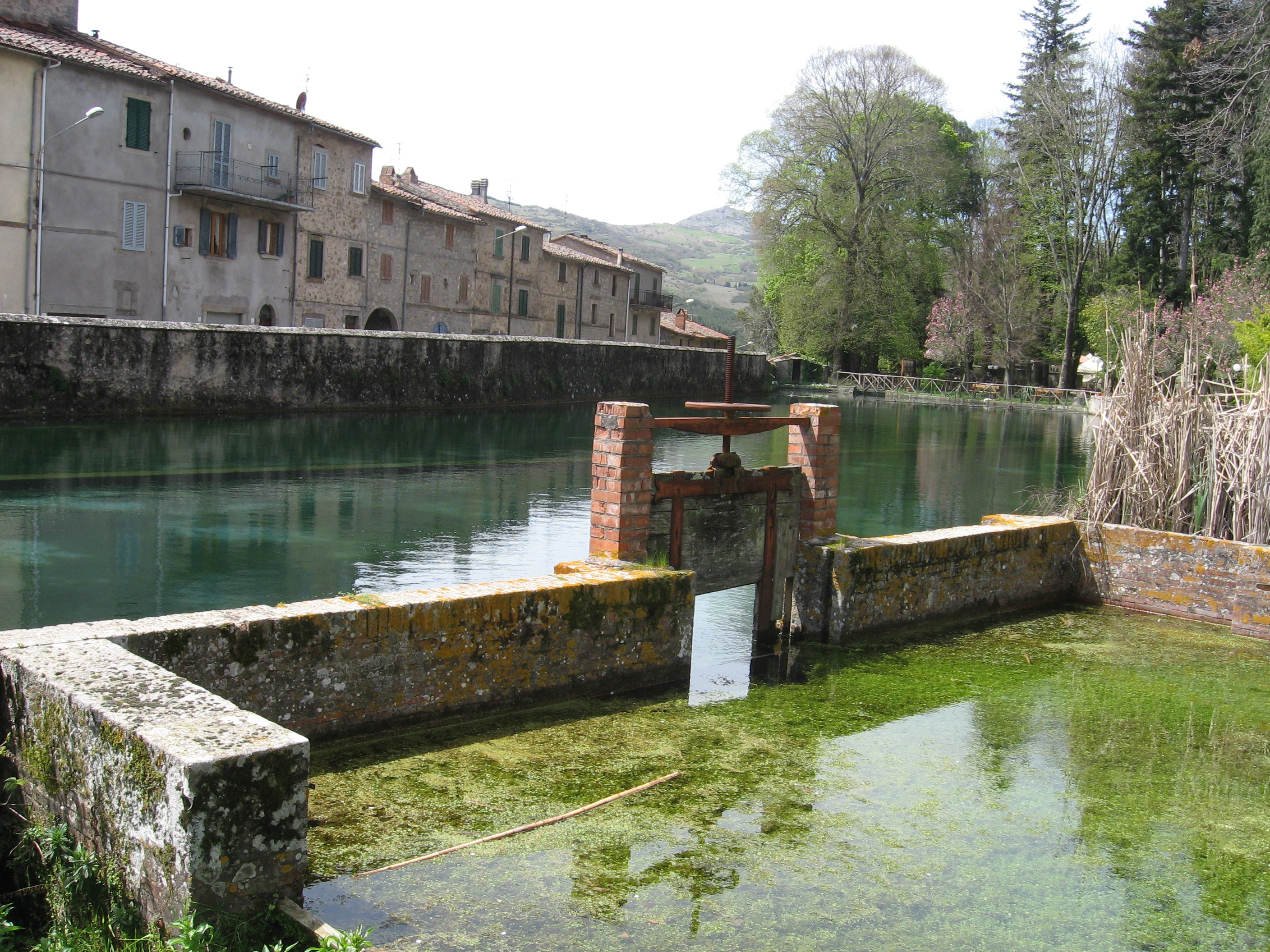
La Peschiera
Localització de Santa Fiora a la província de Grosseto